# Všemocný (seriál)
Všemocný (v anglickém originále Limitless) je americký televizní seriál pojednávající o spolupráci konzultanta Briana Finche a FBI při vyšetřování zločinů. Seriál je volné pokračování filmu Všemocný, který má se seriálem společnou předlohu, román The Dark Fields. Seriál premiérově vysílala od 22. září 2015 do 26. dubna 2016 stanice CBS, jež jej po finále první řady zrušila.

## Synopse
Brian Finch byl neúspěšný hudebník podezřelý z vraždy. Ve snaze dokázat svou nevinu se seznámil s novou syntetickou drogou, NZT-48. Ta mu na 12 hodin po pozření dává schopnost být nejchytřejší člověk na Zemi, jenž si je schopen vybavit si velmi podrobně vše co zná, a zároveň mu usnadňuje učení se nových věcí za krátkou dobu. NZT-48 má ale smrtící vedlejší účinky, které Brian překonává jen díky vakcíně od senátora Edwarda Morry. Ten ho vydírá, a využívá ho jako špeha. A Brian se toto snaží před FBI utajit. Zároveň s ní však musí spolupracovat při vyšetřování zločinů.

## Obsazení

### Hlavní role
- Jake McDorman jako Brian Finch[2]
- Jennifer Carpenter jako zvláštní agentka FBI Rebecca Harrisová[2]
- Hill Harper jako zvláštní agent FBI Spelman Boyle[2]
- Mary Elizabeth Mastrantonio jako zvláštní agentka FBI Nasreen "Naz" Pouranová[2] (šéfka týmu)

### Vedlejší role
- Bradley Cooper jako americký senátor Edward "Eddie" Morra[2]
- Lio Tipton[pozn. 1] jako Shauna,[2] Brianova bývalá přítelkyně
- Ron Rifkin jako Dennis Finch,[2] Brianův otec
- Blair Brown jako Marie Finch,[2] Brianova matka
- Megan Guinan jako Rachel Finch,[2] Brianova sestra
- Tom Degnan jako agent FBI „Ike“ (Jason),[2] Mikeův kolega a Brianův bodyguard
- Michael James Shaw jako agent FBI "Mike" (Daryl),[2] Ikeův kolega a Brianův bodyguard
- Colin Salmon jako Jarrod Sands,[2] bývalý důstojník MI6, nyní zaměstnanec senátora Morry
- Desmond Harrington jako agent Casey Rooks[2]
- Georgina Haig jako Piper Baird[2]
- Michael Devine jako James Padgett[2]

## Seznam dílů
| Č. v seriálu | Původní název                     | Český název                    | Režie               | Scénář                                                                             | Premiéra v USA     | Premiéra v ČR      |
| ------------ | --------------------------------- | ------------------------------ | ------------------- | ---------------------------------------------------------------------------------- | ------------------ | ------------------ |
| 1            | Pilot                             | —                              | Marc Webb           | Craig Sweeny                                                                       | 22. září 2015      | 23. června 2017    |
| 2            | Badge! Gun!                       | Odznak! Zbraň!                 | Marc Webb           | Craig Sweeny a Marc Webb                                                           | 29. září 2015      | 30. června 2017    |
| 3            | The Legend of Marcos Ramos        | Legenda o Marcu Ramosovi       | Guillermo Navarro   | Matthew Federman a Stephen Scaia                                                   | 6. října 2015      | 7. července 2017   |
| 4            | Page 44                           | Strana 44                      | Doug Aarniokoski    | Mark Goffman                                                                       | 13. října 2015     | 14. července 2017  |
| 5            | Personality Crisis                | Krize osobnosti                | Joshua Butler       | Sallie Patrick                                                                     | 20. října 2015     | 21. července 2017  |
| 6            | Side Effects May Include...       | Vedlejší účinky zahrnují...    | Doug Aarniokoski    | Jenna Richman                                                                      | 27. října 2015     | 28. července 2017  |
| 7            | Brian Finch's Black Op            | Tajná operace Briana Finche    | Aaron Lipstadt      | Taylor Elmore                                                                      | 3. listopadu 2015  | 4. srpna 2017      |
| 8            | When Pirates Pirate Pirates       | Když piráti obírají piráty     | Peter Werner        | Kari Drake                                                                         | 10. listopadu 2015 | 11. srpna 2017     |
| 9            | Headquarters!                     | Velitelství!                   | Doug Aarniokoski    | námět: Frances Brennand Roper scénář: Craig Sweeny                                 | 17. listopadu 2015 | 18. srpna 2017     |
| 10           | Arm-ageddon                       | Vraždící ruka                  | Leslie Libman       | Dennis Saavedra Saldua                                                             | 24. listopadu 2015 | 25. srpna 2017     |
| 11           | This is Your Brian on Drugs       | Mozek na drogách               | Steven A. Adelson   | Sallie Patrick                                                                     | 15. prosince 2015  | 1. září 2017       |
| 12           | The Assassination of Eddie Morra  | Zabití Eddieho Morry           | Christine Moore     | Matthew Federman a Stephen Scaia                                                   | 5. ledna 2016      | 8. září 2017       |
| 13           | Stop Me Before I Hug Again        | Zastav mě, než tě znovu obejmu | Edward Ornelas      | Jenna Richman                                                                      | 19. ledna 2016     | 15. září 2017      |
| 14           | Fundamentals of Naked Portraiture | Základy malování aktu          | Guy Ferland         | námět: Dennis Saavedra Saldua a Craig Sweeny scénář: Sallie Patrick a Craig Sweeny | 9. února 2016      | 22. září 2017      |
| 15           | Undercover!                       | V utajení                      | Peter Werner        | Taylor Elmore                                                                      | 16. února 2016     | 29. září 2017      |
| 16           | Sands, Agent of Morra             | Agent senátora Morry           | Rich Lee            | Gregory Weidmann & Geoff Tock                                                      | 23. února 2016     | 6. října 2017      |
| 17           | Close Encounters                  | Blízká setkání                 | Maja Vrvilo         | Kari Drake                                                                         | 8. března 2016     | 13. října 2017     |
| 18           | Bezgranichnyy                     | Bezgraničnyj                   | John Behring        | Matthew Federman a Stephen Scaia                                                   | 15. března 2016    | 20. října 2017     |
| 19           | A Dog's Breakfast                 | Nepořádek                      | Lexi Alexander      | Jenna Richman                                                                      | 22. března 2016    | 27. října 2017     |
| 20           | Hi, My Name Is Rebecca Harris     | Ahoj, jsem Rebecca             | Holly Dale          | Mark Goffman                                                                       | 5. dubna 2016      | 3. listopadu 2017  |
| 21           | Finale (Part 1)                   | Finále, část 1.                | Paul Edwards        | Sallie Patrick a Taylor Elmore                                                     | 19. dubna 2016     | 10. listopadu 2017 |
| 22           | Finale (Part 2)                   | Finále, část 2.                | Douglas Aarniokoski | Craig Sweeny a Taylor Elmore                                                       | 26. dubna 2016     | 17. listopadu 2017 |